# ديفيد دونلاب
ديفيد دونلاب (بالإنجليزية: David Coombs Dunlap)‏ هو مجدف أمريكي، ولد في 19 نوفمبر 1910 في نابا في الولايات المتحدة، وتوفي بنفس المكان في 16 ديسمبر 1994.

## وصلات خارجية
- ديفيد دونلاب على موقع الاتحاد الدولي للتجديف (الإنجليزية)
- ديفيد دونلاب على موقع اللجنة الأولمبية الدولية (الإنجليزية)
- ديفيد دونلاب على موقع أوليمبيديا (الإنجليزية)